# The Bubbles in the Glass
The Bubbles in the Glass è un cortometraggio muto del 1916 diretto da Ernest C. Warde che ha come interpreti principali Harris Gordon e Lorraine Huling.

## Trama
Dopo aver cenato in un elegante ristorante con la fidanzata Barbara insieme ad alcuni amici, Kenneth Rintool resta solo. Ha rinunciato ad accompagnarli all'opera, adducendo la scusa di dover assentarsi per "un viaggio". A teatro, Barbara, mentre assiste al Lohengrin, è colta dal presentimento che qualcosa stia per succedere. Intanto Rintool, nel locale deserto, fissa la bottiglia di champagne ormai quasi vuota che paragona alla sua vita. Ancora qualche sorso e tutto sarà finito. Dalla tasca estrae la polverina fatale che gli farà intraprendere "il viaggio", ponendo fine ai suoi giorni. Ma una mano scende ad accarezzargli la nuca: è Barbara, che ha lasciato il teatro in preda a foschi presagi e che ora vede che i suoi timori non erano frutto di suggestione. La donna consola il fidanzato: ha perso il suo denaro? Ma lei lo aiuterà a riprendersi, a combattere per sé e per lei. Non ha perso, comunque, le cose più importanti, l'amore e la salute. E tutto può ricominciare.

## Produzione
Alcune delle scene del film, che fu prodotto dalla Thanhouser (come Than-O-Play), vennero girate a Buffalo, nello stato di New York.

## Distribuzione
Distribuito dalla Mutual, il film - un cortometraggio in tre bobine - uscì nelle sale statunitensi nel gennaio 1916. Nel Regno Unito, fu distribuito il 4 gennaio 1916.